# Eikenella corrodens
Espèce
Eikenella corrodens est un bacille à Gram négatif de culture lente, aéro-anaérobie facultatif, identifié pour la première fois par M. Eiken en 1958, sous le nom de Bacteroïdes corrodens.

## Habitat et pouvoir pathogène
Espèce saprophyte de la cavité buccale de l'homme (plaque dentaire, notamment) et de certains animaux (chien, chat, singe), du tube digestif et des voies génitales féminines.
La majorité des infections sont localisées au niveau de la tête et du cou (abcès cérébraux, thyroïdiens, sinusites, infections oculaires), mais on peut aussi retrouver cette espèce en cause dans des endocardites (rares), des infections respiratoires, génitales (sur DIU) chez la femme, ou digestives. On l'isole aussi dans des surinfections de plaie à la suite de morsures humaines et plus rarement animales (chats, chiens). De rares cas d'infections maternofoetales avec accouchement prématuré ont été décrits.
Eikenella corrodens est enfin mis en cause dans des parodontopathies ou périodontites. Elle intervient surtout dans des infections mixtes avec d'autres bactéries, notamment des streptocoques ou des anaérobies. La plupart des infections dues à E. corrodens interviennent sur des terrains débilités : patients cirrhotiques ou atteints de cancer, immunodépression.
Il a été décrit un cas de sacro-iléite due à E. corrodens mais ce cas s'avère extrêmement rare et aucun autre cas n'a été décrit dans la littérature.